# Пасир-Гуданг

Пасир-Гуданг на карте Джохора

Пасир-Гуданг (малайск. Pasir Gudang) — город в восточной части округа Джохор-Бару, который является вторым по численности населения округом в Малайзии, в штате Джохор Малайзии. Основными отраслями промышленности являются транспорт и логистика, судостроение, нефтехимия и другие виды тяжелой промышленности, а также хранение и распределение масличной пальмы, которые находятся в порту Джохор и Танджунг-Лангсате.

## История
Основанный в 1918 году, Пасир-Гуданг ранее известный как Кампунг-Пасир-Уданг, был основан Лонг Абу, который, как полагают, был родом из Риау в Индонезии. Ещё четыре деревни были основаны увеличившимся населением, составлявшим около 83 семей.
- Кампунг-Пасир-Гуданг-Бару, известный как Кампунг-Пасир-Гуданг-Лама, расположенный на электростанции TNB Султан-Искандар
- Кампунг-Сунгай-Перемби, ныне полицейский участок Пасир-Гуданг
- Кампунг-Улу, ныне верфь MSE
- Кампунг-Тенга, ныне район Тенага Насионал
- Кампунг Хилир.

В 1920 году было основано ещё 4 деревни:
- Кампунг-Эйр-Биру, ныне порт
- Кампунг-Пасир-Мера, ныне порт
- Кампунг-Пасир-Путех[англ.], который существует до сих пор
- Кампунг-Пулау-Теконг, ныне территория Сингапура.

## Демография
По состоянию на 2023 год, население Пасир-Гуданга составляет 534 659 человек.
Следующие данные основаны на переписи населения Департаментом статистики Малайзии в 2010 году
| Этнические группы в Пасир-Гуданге в 2010 году | Этнические группы в Пасир-Гуданге в 2010 году | Этнические группы в Пасир-Гуданге в 2010 году |
| Народ                                         | Численность                                   | Процент                                       |
| --------------------------------------------- | --------------------------------------------- | --------------------------------------------- |
| Бумипутра , Малайцы                           | 34,799                                        | 74.72%                                        |
| Китайцы                                       | 1,083                                         | 2.33%                                         |
| Индийцы                                       | 2,150                                         | 4.62%                                         |
| Другие Бумипутра                              | 1,480                                         | 3.18%                                         |
| Другие                                        | 196                                           | 0.42%                                         |
| Не-Малайзийцы                                 | 6,863                                         | 14.73%                                        |

.